# Біла (Підляське воєводство)
Біла (пол. Biała) — село в Польщі, у гміні Більськ-Підляський Більського повіту Підляського воєводства.

## Історія
Попередником поселення був водяний млин на ріці Білій, який згадується 1602 року.
У 1975—1998 роках село належало до Білостоцького воєводства.